# Silvicultrix
Silvicultrix es un género de aves paseriformes perteneciente a la familia Tyrannidae, que agrupa a especies nativas de América del Sur cuyas áreas de distribución se encuentran entre el norte de Colombia y Venezuela a lo largo de la cordillera de los Andes hasta el centro de Bolivia. A sus miembros se les conoce por el nombre popular de pitajos. La taxonomía de este género es controvertida, con algunas diferencias entre las diversas clasificaciones.

## Etimología
El nombre genérico femenino «Silvicultrix» en latín significa ‘aquel que habita en los bosques’.

## Características
Los pitajos de este género son un grupo de tiránidos de tamaño pequeño, midiendo alrededor de 12,5 cm de longitud, de patrón atractivo, encontrados principalmente en altitudes en los Andes. Son quietos y poco notados en la maleza del sotobosque, a pesar de que algunos son más conspicuos. Todos presentan una lista superciliar pronunciada y la mayoría muestran listas prominentes en las alas. Sus nidos son prolijas tazas colocadas en el suelo o cerca.

## Lista de especies
De acuerdo a las clasificaciones del Congreso Ornitológico Internacional (IOC), Clements Checklist/eBird, agrupa a las siguientes especies, con el respectivo nombre popular de acuerdo con la Sociedad Española de Ornitología (SEO) u otro cuando referenciado, y con las diferencias entre ellas comentadas en Taxonomía:
| Imagen | Nombre científico                   | Autor                         | Nombre común         | Estado de conservación | Distribución |
| ------ | ----------------------------------- | ----------------------------- | -------------------- | ---------------------- | ------------ |
|        | Silvicultrix frontalis              | (Lafresnaye), 1847            | pitajo coronado      | LC                     |              |
|        | Silvicultrix (frontalis) spodionota | (Berlepsch & Stolzmann, 1896) | pitajo de Kalinowski | NE                     |              |
|        | Silvicultrix jelskii                | (Taczanowski), 1883           | pitajo de Jelski     | LC                     |              |
|        | Silvicultrix diadema                | (Hartlaub), 1843              | pitajo diademado     | LC                     |              |
|        | Silvicultrix pulchella              | (P.L. Sclater & Salvin), 1876 | pitajo cejidorado    | LC                     |              |

## Taxonomía
La subespecie S. frontalis spodionota es considerada como especie separada de S. frontalis por el Congreso Ornitológico Internacional (IOC) con base en los estudios de García-Moreno et al. (1998).
Algunos autores y clasificaciones consideran que el presente género está embutido en Ochthoeca, sin embargo, García Moreno et al. (1998) yTello et al. 2009 demostraron que Ochthoeca y Silvicultrix no están ni cercanamente emparentados, y que el presente está más próximo de Colorhamphus, lo que fue confirmado por Harvey et al. (2020). Con base en estas evidencias, el Comité de Clasificación de Sudamérica (SACC) reconoció al presente género como separado de Ochthoeca en la Propuesta No 957. Sin embargo, en la misma propuesta se rechazó la inclusión de Tumbezia y Colorhamphus en Ochthoeca, principalmente con base en las notables diferencias morfológicas y ecológicas.
Los amplios estudios genético-moleculares realizados por Tello et al. (2009) descubrieron una cantidad de relaciones novedosas dentro de la familia Tyrannidae que todavía no están reflejadas en la mayoría de las clasificaciones. Siguiendo estos estudios, Ohlson et al. (2013) propusieron dividir Tyrannidae en cinco familias. Según el ordenamiento propuesto, Ochthoeca (con Silvicultrix y Tumbezia) permanece en Tyrannidae, en una subfamilia Fluvicolinae Swainson, 1832-33, en una tribu Fluvicolini Swainson, 1832-33 , junto a parte de Myiophobus, Colorhamphus, Sublegatus, Pyrocephalus, Fluvicola, Arundinicola, Gubernetes, Alectrurus y provisionalmente, Muscipipra.